# Citronhaj
Citronhajen (Negaprion brevirostris) är en art i familjen gråhajar.
Citronhajen är den vetenskapligt bäst kända av alla hajarter. Detta framför allt tack vare studier av Dr Samuel Gruber vid University of Miami i Florida och hans fältstation på ögruppen Bimini som tillhör Bahamas. Framför allt bedrivs beteendestudier men även genetiska studier pågår.
Citronhajen lever i tropiska och subtropiska områden längs Syd- och Nordamerikas kuster. Den blir upp till 3,5 meter lång och kan troligen leva i mer än 60 år även om exakta mätningar av åldern inte har kunnat göras. 
Födsel sker i grunda, varma laguner, och varje hona föder mellan 4 och 17 ungar. Dessa har under graviditeten fått sin näring via en navelsträng liknande den som finns hos däggdjur. Efter födseln får ungarna klara sig på egen hand och modern visar dem ingen uppmärksamhet utan så snart hon fött klart simmar hon ut till djupare vatten igen.
Ungarna stannar kvar i det grunda vattnet och lever framför allt på fisk och kräftdjur. De är aktiva jägare men det verkar som om de måste lära sig vad de kan äta så till en början kan de antagligen smaka på det mesta. Efter 8-12 år i sin födelselagun blir citronhajen könsmogen och vandrar ut på djupare vatten. Vart de sedan tar vägen är det ingen som vet, men det finns tecken på att de eventuellt vandrar långa sträckor, exempelvis mellan Florida och Brasilien, för att para sig. Honorna tenderar dock att återkomma till samma lagun för att föda, vilket sker vartannat år.
Citronhajen äter oftast under natten och hittar sin föda genom att använda elektroreceptorer, den biologiska förmågan att uppfatta elektriska stimulanser i naturen. Deras huvudsakliga föda är broskfisk och benfisk. Viss kannibalism förekommer, särskilt synligt i ungdomsprover.